# 徐乾
徐乾（1484年—？），字建夫，廣西桂林府臨桂縣人，民籍，明朝政治人物。

## 生平
正德二年（1507年）丁卯科廣西鄉試第三名舉人。正德六年（1511年）中式辛未科會試第二百三十四名，登第三甲第一百零五名進士。授新会县知县，升宁波府、镇江府同知，历任江西、广东按察司佥事，嘉靖八年（1529年）九月升本司副使，轉布政司左参政，十二年七月升福建按察使，十四年七月升本司右布政使，十五年十二月升湖广左布政。

## 家族
曾祖徐亨；祖父徐麟，曾任縣丞；父徐斆，曾任知縣。母劉氏；繼母朱氏。重庆下。